# 阴茎端鞘

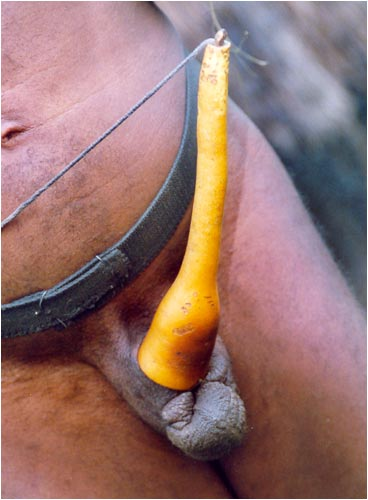
套在陽具上的陰莖鞘

陰莖端鞘（koteka）或音譯科特卡，是新畿內亞島上部分部落，如耶里人的男性套在陽具上的傳統器具。南美洲亞馬遜地區的部分部落男性也會使用。男性佩戴陰莖鞘時並不會穿著任何衣物。陰莖鞘以乾葫蘆製成，向上放並以圍著腰間的繩繫著。